# Nauki kameralne
Nauki kameralne – nauki i umiejętności, dotyczące gospodarstwa państwowego i wewnętrznego zarządu państwa.
W Niemczech, począwszy od XVIII w., istniały przy uniwersytetach katedry nauk kameralnych, z których wykładano zasady administracji, skarbowości i różnych działów gospodarki prywatnej i publicznej.
Obecnie termin nauk kameralnych ma tylko historyczne znaczenie.